# 艾達霍姆 (愛達荷州)
艾達霍姆（英語：Idahome）是位於美國愛達荷州喀細亞縣的一個非建制地區。該地的面積和人口皆未知。

## 地理
艾達霍姆的座標為42°24′56″N 113°23′59″W / 42.41556°N 113.39972°W，而該地的平均海拔高度為1349米（即4426英尺）。